# Moritz Trautmann
Moritz Ferdinand Trautmann (ur. 20 marca 1833 w Wittenberdze, zm. 4 maja 1902 w Berlinie) – niemiecki lekarz, laryngolog. Upamiętnia go eponim trójkąta Trautmanna. 
Absolwent Uniwersytetu Fryderyka Wilhelma w Berlinie, po otrzymaniu dyplomu praktykował we Wrocławiu, od 1876 z powrotem w Berlinie jako privatdozent laryngologii, od 1888 profesor nadzwyczajny. W 1894 został lekarzem naczelnym kliniki laryngologicznej Charité.

## Prace
- Leitfaden für Operationen am Gehörgang (1901)